# Raedwulf
Raedwulf staat op de lijst van de koningen van Northumbria, maar was eigenlijk een usurpator.

## Context
Raedwulf leefde in een woelige periode in de geschiedenis van Northumbria, waar koningen werden afgezet of vermoord. Zelf zette hij koning Æthelred II af rond het jaar 858, maar kwam even later om in de strijd tegen de Vikingen.
Munten uit zijn regeerperiode zijn overgeleverd.